# 中西村
中西村（なかにしむら）は、島根県美濃郡にあった村。現在の益田市の一部にあたる。

## 地理
河谷平野、白上大地を中心とした地に位置していた。
- 河川：高津川、白上川[1]

## 歴史
- 1889年（明治22年）4月1日、町村制の施行により、美濃郡白上村、中垣内村、川登村、虫追村、内田村、市原村が合併して村制施行し、中西村が発足[1][2]。
- 1915年（大正4年）- 信用組合設立[1]。
- 1948年（昭和23年）- 農業協同組合設立[1]。
- 1952年（昭和27年）8月1日 - 美濃郡益田町、安田村、北仙道村、豊川村、豊田村、高城村、小野村と合併し市制施行して益田市を新設して廃止された。

### 地名の由来
美濃郡の西部諸村の中心に位置するため。

## 産業
養蚕、林業。

## 教育
- 1909年（明治42年）- 白上小学校が中西村小学校に改称[1]。
- 1947年（昭和22年）- 中西中学校開校[1]。